# Hanane Atif
Hanane Atif, née le 3 février 1990, est une escrimeuse marocaine.

## Carrière
Hanane Atif est médaillée de bronze en fleuret par équipes et en sabre par équipes aux Championnats d'Afrique d'escrime 2009 à Dakar,.